# Macrothrix rosea
Macrothrix rosea är en kräftdjursart som först beskrevs av Liéven 1848.  Macrothrix rosea ingår i släktet Macrothrix och familjen Macrothricidae. Inga underarter finns listade i Catalogue of Life.